# Cantone di Naves
Il Cantone di Naves è una divisione amministrativa dell'arrondissement di Tulle.
È stato costituito a seguito della riforma approvata con decreto del 24 febbraio 2014, che ha avuto attuazione dopo le elezioni dipartimentali del 2015.

## Composizione
Comprende i 13 comuni di:
- Les Angles-sur-Corrèze
- Bar
- Chameyrat
- Corrèze
- Favars
- Gimel-les-Cascades
- Meyrignac-l'Église
- Naves
- Orliac-de-Bar
- Saint-Augustin
- Saint-Germain-les-Vergnes
- Saint-Hilaire-Peyroux
- Saint-Mexant